# Instituto Internacional de Estudios Estratégicos
El Instituto Internacional de Estudios Estratégicos (IISS, con sus iniciales en inglés) es un instituto de investigación británico (o think tank) en el área de asuntos internacionales. Desde 1997 su sede está ubicada en el edificio Arundel de Londres, Inglaterra.
El Índice Global Go To Think Tank de 2017 clasificó al IISS como el décimo mejor think tank del mundo y el segundo mejor think tank de defensa y seguridad nacional a nivel mundial, mientras que Transparify lo clasificó como el tercer think tank más grande del Reino Unido por gasto, pero le dio su calificación más baja, 'engañosa', por falta de transparencia en la financiación.

## Trayectoria
El actual director general y director ejecutivo es John Chipman. El presidente del consejo es François Heisbourg, un anterior director. Sir Michael Howard, el historiador militar británico, es presidente emérito. Howard fundó el instituto junto con el parlamentario laborista británico Denis Healey (secretario de Defensa, 1964–70 y canciller, 1974–79) y el académico de la Universidad de Oxford, Alastair Francis Buchan.
El IISS se describe a sí mismo como: 

Fuente principal de información precisa y objetiva sobre temas estratégicos internacionales para políticos y diplomáticos, analistas de asuntos exteriores, negocios internacionales, economistas, militares, comentaristas de defensa, periodistas, académicos y público interesado. El Instituto no debe lealtad a ningún gobierno, ni a ninguna organización política o de otro tipo.

El Instituto cuenta con 2.500 miembros individuales y 450 miembros corporativos e institucionales de más de 100 países.
Con sede en Londres, el IISS es tanto una institución privada limitada por garantía según la ley del Reino Unido como una organización benéfica registrada. Tiene sedes en Washington D. C. (IISS-US) y en Singapur (IISS-Asia), con estatus de caridad en cada jurisdicción, y en Manama, Baréin (IISS-Medio Este).

## Investigación
El trabajo del Instituto se basa en las actividades de once programas de investigación. La investigación incluye trabajos en siete programas temáticos: conflicto armado; conflicto futuro y seguridad cibernética; defensa y análisis militar; seguridad económica y energética; geoeconomía y estrategia; no proliferación y política nuclear; seguridad y desarrollo. También tiene cuatro programas de seguridad regional activos: Asia-Pacífico; Medio Oriente y Golfo Pérsico; Asia del Sur; política exterior y asuntos transatlánticos de Estados Unidos.
Entre los anteriores empleados notables se encuentran HR McMaster, asesor de seguridad nacional de los Estados Unidos, y la diplomática Rose Gottemoeller, actualmente secretaria general adjunta de la OTAN. El académico y periodista ganador del Premio Orwell, Anatol Lieven, también trabajó en el instituto, al igual que James Steinberg, que fue subsecretario de Estado de EE. UU.
El instituto ha trabajado con gobiernos, ministerios de defensa y organizaciones globales, incluidas la OTAN y la UE.

## Publicaciones
El IISS publica The Military Balance, una evaluación anual de las capacidades militares de las naciones. Desde 2017 también publica Military Balance+, una base de datos en línea sobre el mismo tema.
Otras publicaciones incluyen una base de datos sobre conflictos armados; Survival, una revista sobre política y estrategia global; Encuesta Estratégica, la revisión anual sobre conflictos mundiales; y Comentarios Estratégicos, análisis en línea de temas de actualidad sobre relaciones internacionales diplomáticas. Desde sus inicios, el Instituto ha publicado la serie de libros Adelphi Papers, que cubre temas estratégicos de actualidad. Las ediciones recientes han cubierto temas como el poder cibernético chino, el conflicto en Ucrania, la negociación con grupos armados y la Guerra de Irak.
En 2011 el Instituto publicó los archivos sobre Computadores de Raúl Reyes, documentos capturados a las Fuerzas Armadas Revolucionarias de Colombia que arrojan luz sobre el funcionamiento interno del movimiento. Publica periódicamente documentos informativos y publicaciones analíticas puntuales sobre temas de actualidad.

## Actividades
Desde 2002, el Instituto ha acogido el Diálogo anual IISS Shangri-La en Singapur, una conferencia sobre temas de seguridad de Asia y el Pacífico en la que participan jefes de Estado, ministros de defensa y expertos en seguridad de la región y de todo el mundo. En 2017, el primer ministro australiano, Malcolm Turnbull, expresó: "El Diálogo de Shangri-La ha crecido hasta convertirse en una de las grandes reuniones estratégicas del mundo". El Índice Global Go To Think Tank de 2017 clasificó al Shangri-La Dialogue como la mejor conferencia de Think tank del mundo.
El Diálogo anual IISS Manama, que se lleva a cabo en el Reino de Baréin, convoca a los jefes de Estado y ministros de alto rango globales para discutir sobre los asuntos políticos y de defensa relacionados con Medio Oriente. En 2015, el presidente egipcio, Abdel Fattah Al-Sisi, describió el diálogo como un "importante evento regional centrado en cuestiones de seguridad regional y todo lo que les afecta".
En los últimos años, el instituto ha organizado conferencias más pequeñas, incluido el Foro de la Bahía de Baréin y el seminario de transformación de la OTAN, además organiza debates y paneles de discusión con regularidad en sus oficinas de todo el mundo.

## Historia
Se fundó en 1958 con el enfoque original puesto en la disuasión nuclear y el control de armas. El IISS tiene fuertes vínculos con instituciones, con exfuncionarios de los gobiernos de EE. UU. y Gran Bretaña entre sus miembros. El instituto afirma que "tuvo una gran influencia en el establecimiento de las estructuras intelectuales para gestionar la Guerra Fría".

Raymond L. Garthoff escribió en 2004:
En 1959, el IISS publicó un informe sobre el "equilibrio militar" entre la Unión Soviética y la OTAN. Lamentablemente, estaba repleto de errores, ya que se había elaborado a partir de fuentes publicadas de calidad variable. Llamé la atención de Alastair Buchan, el director del instituto, que estaba bastante afectado. En noviembre de 1960 se publicó una nueva versión del informe, mucho más correcta y precisa, aunque todavía no estaba a la altura de la información más reciente. Nuevamente, llamé la atención de Buchan sobre esto, y él se comprometió a verificar con las autoridades británicas lo que se convirtió en la publicación de informes anuales.
El segundo número apareció con el título "El bloque comunista y el mundo libre: el equilibrio militar 1960".

## Controversia
En 2016, The Guardian informó que IISS "ha sido acusado de poner en peligro su independencia después de que documentos filtrados mostraran que recibió en secreto 25 millones de libras esterlinas de la familia real de Bahrein", señalando que los documentos filtrados revelan que el IISS y los gobernantes de Baréin acordaron específicamente mantener en secreto la financiación de este último para los Diálogos de Manama. El IISS no cuestionó la autenticidad de los documentos filtrados ni negó haber recibido fondos de Baréin, pero emitió una respuesta que indica que "los acuerdos contractuales del IISS, incluidos los que tienen los gobiernos anfitriones, contienen una cláusula que confirma la absoluta independencia intelectual y operativa del Instituto, como una organización internacional que no participa en ninguna forma de promoción".
Peter Oborne en Middle East Eye informó posteriormente que IISS puede haber recibido casi la mitad del total de sus ingresos, de diferentes fuentes de Baréin durante algunos años.

## Directores
- Alastair Buchan (1958-1969)
- François Duchene (1969-1974)
- Christoph Bertram (1974-1982)
- Robert J. O'Neill (1982-1987)
- François Heisbourg (1987-1992)
- Bo Huldt (1992-1993)
- John Chipman (1993-presente)[14]

## Consejo
Los miembros del consejo a partir de 2017 son:
- Profesor François Heisbourg, Presidente del IISS y del Centro de Política de Seguridad de Ginebra
- Joanne de Asis, fundadora y presidenta, Asia Pacific Capital Partners
- Fleur de Villiers, periodista
- Mariscal de campo Charles Guthrie, barón Guthrie de Craigiebank
- Bill Emmott, periodista
- Michael Fullilove, académico
- Marillyn A. Hewson, presidenta, presidenta y directora ejecutiva de Lockheed Martin
- Badr Jafar, presidente de Crescent Petroleum
- Bilahari Kausikan, Embajador itinerante, Ministerio de Relaciones Exteriores (Singapur)
- Ellen Laipson, presidenta y directora ejecutiva del Centro Henry L Stimson
- Chung Min Lee, Profesor de Relaciones Internacionales, Universidad de Yonsei
- Eric X. Li, fundador y director gerente, Chengwei Capital
- Jean-Claude Mallet, Consejero de Estado (Francia)
- Moeletsi Mbeki
- Michael D. Rich
- Charles Powell, barón Powell de Bayswater
- George Robertson, barón Robertson de Port Ellen
- Embajador Andrés Rozental Gutman, Presidente, Rozental & Asociados
- Thomas Seaman, miembro y tesorero, All Souls College, Oxford
- Grace Reksten Skaugen, presidenta del Instituto Noruego de Directores y vicepresidenta de Statoil
- Mayor general Amos Yadlin, ex general de la IAF
- Igor Yurgens, presidente del consejo de administración del Instituto de Desarrollo Contemporáneo